# Baffinicythere emarginata
Baffinicythere emarginata is een mosselkreeftjessoort uit de familie van de Hemicytheridae. De wetenschappelijke naam van de soort is voor het eerst geldig gepubliceerd in 1865 door Sars.